# Historia natural (obra de Plinio)
Historia natural  es una enciclopedia escrita en latín por el procurador imperial romano Plinio el Viejo, obra que pretendía abarcar todo el conocimiento que en ese momento se tenía. Es una de las mayores obras individuales que sobreviven del Imperio romano en nuestros días. Es la única obra de Plinio que sobrevive y la última que publicó. Publicó los primeros diez libros en el año 77 d. C., pero no había completado la revisión final de los restantes al momento de su muerte en 79 d. C., durante la erupción del Vesubio, por lo que el resto de la obra fue publicada de manera póstuma por su sobrino Plinio el Joven.
Esta obra está dividida en treinta y siete libros, organizados en diez volúmenes y su temática no se limita a lo que hoy conocemos como historia natural; como lo indica el mismo escritor, pretende abarcar “el mundo natural, o la vida”. Abarca temas que incluyen astronomía, matemáticas, geografía, etnografía, antropología, fisiología humana, zoología, botánica, agricultura, horticultura, farmacología, minería, mineralogía, escultura, pintura y piedras preciosas.
La Historia natural llegó a ser el modelo de posteriores enciclopedias y trabajos escolares, como las Etimologías de Isidoro de Sevilla, por su índice, la cantidad de campos que abarca y las referencias que realiza de los autores originales.
La obra fue dedicada al emperador Tito.

## Estructura de la obra
En su forma actual, la Historia natural consta de 37 libros. El primero incluye un prefacio descriptivo y tablas de los contenidos, así como una lista de sus fuentes, que originalmente precedía a cada uno de los libros editados por separado. La distribución de la obra es la siguiente:
| Libro | Contenido                                                                          |
| ----- | ---------------------------------------------------------------------------------- |
| I     | Prefacio, tabla de contenidos, y bibliografía                                      |
| II    | Astronomía y meteorología                                                          |
| III   | Geografía del Mediterráneo occidental                                              |
| IV    | Geografía del Mediterráneo oriental                                                |
| V     | Geografía de África, Oriente Medio y Turquía                                       |
| VI    | Geografía de Asia                                                                  |
| VII   | Antropología y Psicología humana                                                   |
| VIII  | Zoología de los animales terrestres                                                |
| IX    | Zoología de los animales marinos                                                   |
| X     | Zoología, Ornitología o animales aéreos, reproducción animal y los cinco sentidos  |
| XI    | Zoología, insectos, Zoología comparada e intento de taxonomía                      |
| XII   | Botánica, plantas exóticas, perfumes, especias de India, Egipto, Mesopotamia, etc. |
| XIII  | Botánica, incluyendo las plantas acuáticas                                         |
| XIV   | Botánica, la vid y el vino                                                         |
| XV    | Botánica, el olivo, el aceite y sus usos, fruta y nogales                          |
| XVI   | Botánica, incluyendo más árboles y hierbas                                         |
| XVII  | Arboricultura, frutales y zumos                                                    |
| XVIII | Cómo llevar una granja                                                             |
| XIX   | Jardinería y plantas ornamentales, más vegetales, hierbas y arbustos               |

| Libro  | Contenido |
| ------ | --- |
| XX     | Herboristería, más plantas y arbustos de jardín                                                                                             |
| XXI    | Flores y floricultura |
| XXII   | Botánica, plantas misceláneas |
| XXIII  | Botánica, plantas medicinales y propiedades o virtudes de diversas plantas, vinos, vinagres y frutos                                        |
| XXIV   | Medicina, propiedades medicinales de árboles y hierbas                                                                                      |
| XXV    | Medicina, propiedades medicinales de hierbas, farmacología                                                                                  |
| XXVI   | Medicina, arbustos medicinales |
| XXVII  | Medicina, hierbas medicinales en orden alfabético                                                                                           |
| XXVIII | Medicina, usos médicos de productos animales                                                                                                |
| XXIX   | Medicina, usos medicinales de productos animales (continuación)                                                                             |
| XXX    | Preámbulo sobre magia; más usos medicinales de productos animales                                                                           |
| XXXI   | Medicina, usos medicinales de productos del mar: sales, plantas, esponjas etc.                                                              |
| XXXII  | Medicina, usos medicinales de animales marinos                                                                                              |
| XXXIII | Mineralogía y metalurgia del oro, plata y mercurio                                                                                          |
| XXXIV  | Mineralogía y metalurgia del bronce; estatuaria                                                                                             |
| XXXV   | Mineralogía, usos de la tierra, pigmentos, discusión sobre el arte de la pintura y el uso del sulfuro                                       |
| XXXVI  | Mineralogía, lapidario; escultura, arquitectura, obeliscos, pirámides, laberintos cretenses, arcilla, arena, piedra, vidrio, uso del fuego; |
| XXXVII | Mineralogía, cristal de roca, ámbar, gemas, diamantes, piedras semipreciosas, etc.                                                          |

## Publicación

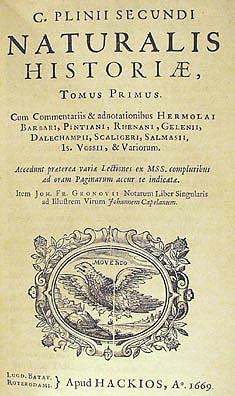
Portada de una edición de 1669 de la obra Naturalis historia.

Plinio aparentemente publicó los primeros diez libros por su propia cuenta en el año 77, y se ocupó de revisar y ampliar el resto durante los dos años restantes de su vida. Su trabajo fue probablemente publicado con escasa o ninguna revisión por su sobrino, Plinio el Joven, quien treinta años después, en la historia de un delfín doméstico y en la descripción de las islas flotantes del lago de Vadimonio (VIII 20, IX 33), parece olvidar que ambas se encuentran en la obra de su tío (II 209, IX 26). El Joven describe la Naturalis historia como una Naturae historia, y la caracteriza como un «trabajo erudito y lleno de materia, y tan variado como la naturaleza misma».
La falta de una revisión final puede explicar parcialmente las muchas repeticiones, y algunas contradicciones, errores en los pasajes tomados de los autores griegos, y la inserción de adiciones marginales en lugares incorrectos en el texto.

### Ediciones en español
- Plinio Segundo, Cayo (1624-9). Historia natural de Cayo Plinio Segundo. Traducción de Gerónimo de la Huerta. Madrid: por Juan González.

1. Tomo I.
2. Tomo II.

- Plinio Segundo, Cayo (1624). Historia natural. Obra completa. Madrid: Editorial Gredos. ISBN 978-84-249-1684-8.

1. Volumen I: libros I–II. 1995. ISBN 978-84-249-1685-5.
2. Volumen II: libros III–VI. 1998. ISBN 978-84-249-1901-6.
3. Volumen III: libros VII–XI. 2003. ISBN 978-84-249-2379-2.
4. Volumen IV: libros XII–XVI. 2010. ISBN 978-84-249-1525-4.
5. Volumen V: libros XVII–XIX. 2020, sólo digital. ISBN 978-84-2493-836-9.

### Sobre la obra
- Kalkmann, August (1898). Die Quellen der Kunstgeschichte des Plinius. Berlín.